# 新英格兰医学杂志
《新英格蘭医学杂志》（英語：The New England Journal of Medicine；簡稱 NEJM）是由美國麻省醫學協會所出版的同行評審性質之醫學期刊。它是一份目前全世界最受歡迎及廣受閱讀的同儕審閱性質之綜合性醫學期刊。它与另外三份国际医学期刊《柳叶刀》（The Lancet）、《美国医学会杂志》（Journal of the American Medical Association）、《英国医学杂志》（British Medical Journal）是一般认为的“国际四大医学期刊”。

## 概述
1811年，美國馬薩諸塞州波士顿内科医师John Collins Warren和James Jackson创办季刊《New England Journal of Medicine and Surgery and the Collateral Branches of Medical Science》，是新英格兰历史上第一份医学期刊，1812年1月在波士顿发行第一期。于1818年，它与《Boston Medical Intelligencer》合并，改為周刊。1921年，马萨诸塞州医学会（Massachusetts Medical Society）仅以一美元收购了该刊。1928年，开始以《新英格蘭醫學期刊》（the New England Journal of Medicine）至今。
期刊內容包含有：主題性之社論、原創性的論文、旁徵博引性的評論性文章、即時短篇論文、案例報告，亦有一獨特的報導項目稱之為《臨床醫學影像》（Images in Clinical Medicine）。
早期的主編有老奥利弗·温德尔·霍姆斯（Oliver Wendell Holmes， Sr.）爵士、汉斯·津瑟（Hans Zinsser）與刘易斯·托马斯（Lewis Thomas）。最早的其中一位編輯，杰洛美·V·C·史密斯（Jerome V. C. Smith），在1857年辭職改就波士頓市市長（mayor of the City of Boston）。
本期刊（為了文獻引用上的方便經常簡稱為 N Engl J Med）經常被列為醫學期刊中擁有最高影響因子之刊物（同級刊物有《美國醫學協會期刊》、《柳葉刀醫學期刊》等）。
喬治·波爾克獎（George Polk Awards）網站記述著在1977年頒獎給《新英格蘭醫學期刊》，頒獎理由為“以其能在往後數十年成就令人有極大的關注力與信服的威望能力，進而能提供第一手重要性的主流觀點” （页面存档备份，存于）。

## 開放獲取政策
NEJM 提供有開放獲取期刊的服務（在刊物文章于出版6個月後即可免費擷取，文章擷取服務之內容也可回溯到1993年）。不過對於最低度開發國家（least developed countries）的讀者而言不僅可以不受閱讀期刊文章時間延遲之限制，甚至讀者個人的在期刊上的文章擷取都不收費。
NEJM 也提供兩種播客主題，其一內部為投稿的醫生或研究人員的專訪，其二為每期內容之簡要說明。

## 歷任主編
- 瓦爾特·普蘭提斯·鮑爾（Walter Prentice Bowers），1921–1937
- 羅伯特·那森·奈爾（Robert Nason Nye），1937–1947
- 約瑟夫·加蘭德（Joseph Garland），1947–1967
- 弗朗茨·J·英格尔芬格（Franz J. Ingelfinger），1967–1977
- 阿诺德·S·雷尔曼（Arnold S. Relman），1977–1991
- 傑洛美·卡希爾（Jerome P. Kassirer），1991–1999
- 馬希雅·安吉爾（Marcia Angell），1999–2000
- 傑佛瑞·德拉任（Jeffrey M. Drazen），2000-2019
- 埃里克·J·鲁宾（Eric J. Rubin），2019-

## 外部連結
- NEJM 網頁 （页面存档备份，存于）（英文）
- NEJM医学前沿（中文）
- NEJM 語音訪談以RSS型態提供 （页面存档备份，存于），使用XML格式